# Ardeias
Ardeias (altgriechisch Ἀρδείας Ardeías) ist eine Gestalt der griechischen Mythologie.
Laut dem griechischen Historiker Xenagoras war Ardeias einer von drei Söhnen des Odysseus und der Zauberin Kirke; seine Brüder hießen  demnach Rhomos und Anteias. Ardeias und seine Brüder hätten drei in Latium gelegene Städte gegründet, die sie nach sich benannten, nämlich Ardea, Rom und Antium.